# 加告兹自治区区徽
加告兹自治区区徽指的是加告兹自治区的区徽。
《加告兹自治区基本法》组织法第十三章第三条描述了区徽的样式：盾牌为蓝色背景，下方有一个金色太阳升起的半球。盾牌两侧是稻穗，蓝白红绶带在稻穗上缠了两圈。三个五角金色星星在盾牌上方以等腰三角形的形式排列。